# Sint-Pieterskerk (Haren)

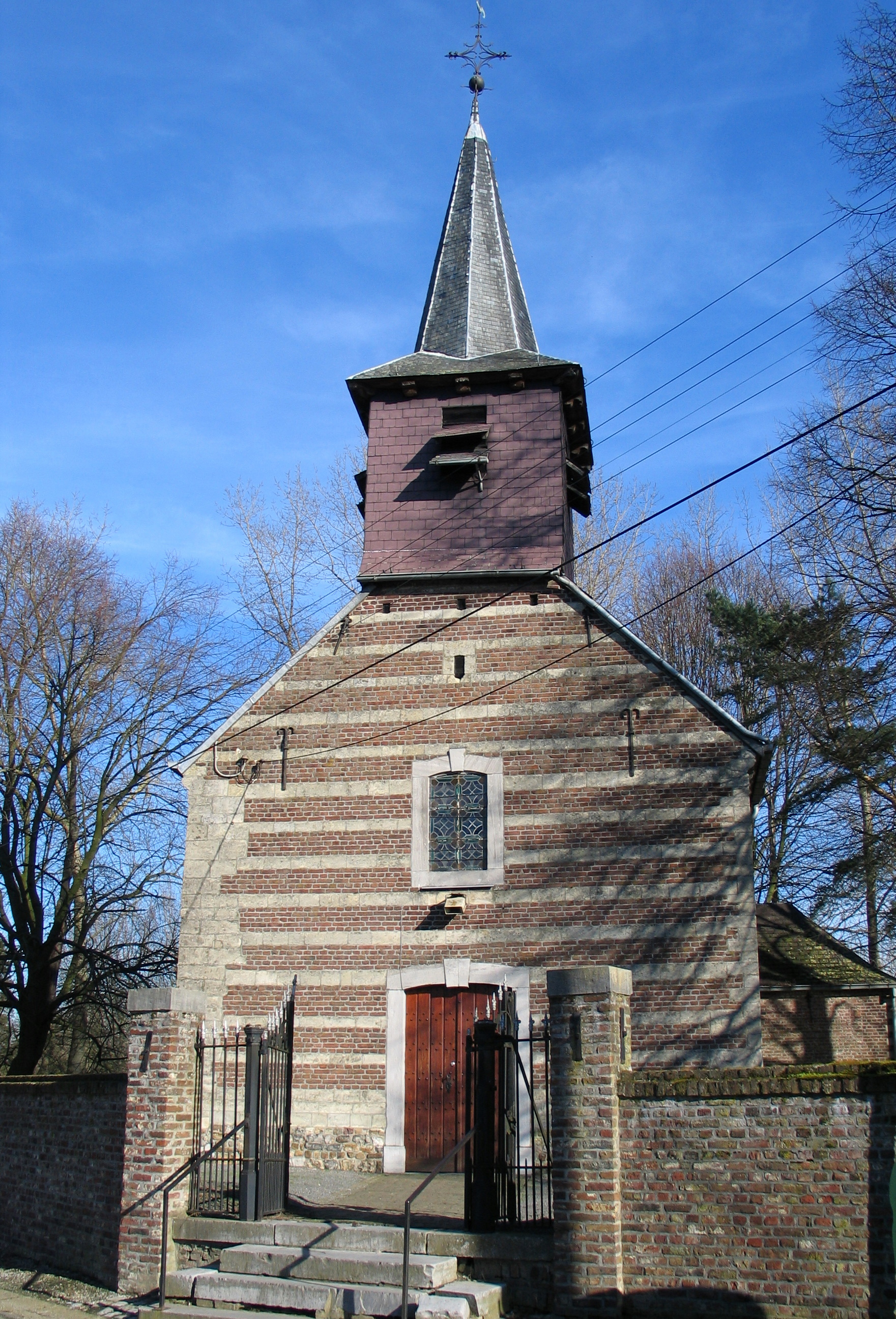
Sint-Pieterskerk

De Sint-Pieterskerk is de parochiekerk van Haren, een kerkdorp van Bommershoven in de Belgische gemeente Borgloon, en is gelegen aan de Singelstraat.

## Geschiedenis
De kerk werd gesticht door de Abdij van Corbie, die aanvankelijk ook het patronaatsrecht en het tiendrecht bezat.
Aanvankelijk stond hier een Romaans kerkje, waarvan de onderbouw nog aanwezig is. In de 15e eeuw werd een gotisch kerkje op deze onderbouw opgetrokken. In de daaropvolgende jaren raakte het kerkje herhaaldelijk in vervallen toestand. In de 2e helft van de 17e eeuw werd het kerkje hersteld, waarbij ook de typische bakstenen voorgevel met mergelstenen speklagen tot stand kwam. Kort na 1763 werd ook het koor in baksteen herbouwd en werden de oorspronkelijke spitsboogvensters door rondboogvensters vervangen.

## Gebouw
Het is een eenbeukig kerkje met een mergelstenen schip, en een plint van breuksteen, voornamelijk silex. Het koor heeft een onderbouw van breuksteen en mergelsteen. Het zadeldak draagt een vierkante dakruiter met ingesnoerde naaldspits.

## Interieur
Het interieur is classicistisch. Er is een gepolychromeerd houten beeld van Sint-Apollonia uit begin 16e eeuw. Het meubilair bestaat uit twee barokke zijaltaren (begin 18e eeuw) en een communiebank in rococostijl uit het midden van de 18e eeuw en afkomstig uit de kerk van Beek. Het 13e-eeuwse vroeggotische doopvont is vervaardigd uit hardsteen.